# Criminals of the Air
Criminals of the Air, auch bekannt als Guardians of the Air und Honeymoon Pilot, ist ein US-amerikanischer Kriminalfilm mit Charles Quigley aus dem Jahr 1937. Als Vorlage diente eine Geschichte von Jack Cooper.

## Handlung
Mark Owens, ein erfahrener Geheimagent der US-amerikanischen Regierung, wird beauftragt, eine Patrouille an der mexikanischen Grenze beim Kampf gegen eine gut organisierte Schmugglerbande zu unterstützen. Der zentrale Umschlagplatz der Banditen scheint die Grenzstadt Hernández zu sein, die gleichzeitig ein beliebter Ort für Liebespaare ist, die schnell heiraten wollen. Da Owens auch ein ausgebildeter Pilot ist, soll er dort eine Arbeit als Flieger annehmen, der die Frischvermählten in einem Flugzeug, dem „Honeymoon Express“, transportiert. Als er am Zielort eintrifft, wird ein Flugzeug der Grenzpatrouille von dem Schmuggler „Blast“ Reardon abgeschossen. Der Kopf der Bande, Kurt Feldon, der nebenbei einen Nachtclub besitzt, engagiert Owens daraufhin, Hochzeitsgesellschaften zu seinem Lokal zu fliegen. Die Zeitungsreporterin Nancy Rawlings beginnt derweil, einen Bericht über Owens und seinen ungewöhnlichen Job zu schreiben. Allerdings wird sie ihm gegenüber schon bald misstrauisch, da er kein Foto von sich machen lassen möchte.
Nachdem die eifrige Journalistin beobachtet hat, wie Owens von Feldon Geld annimmt, ist sie überzeugt, dass Owens ebenfalls ein Schmuggler ist. Um mehr über ihn in Erfahrung zu bringen, bezahlt sie die Kellnerin Mamie, ihn auszuspionieren und jedes Mal Bescheid zu geben, wenn er sich mit seinem Flugzeug auf den Weg macht. In der Zwischenzeit ist Owens dabei, Luftaufnahmen der Region zu schießen, in der Hoffnung, dass diese das geheime Versteck der Bande entlarven. Er ist sich sicher, dass er in Hernández seine wahre Identität weiterhin verbergen kann. Von einem treuen Informanten der Schmuggler wird er jedoch als Gesetzeshüter erkannt. Während der Film seiner Kamera entwickelt wird, erfährt Feldon von Owens’ verdeckten Ermittlungen und befiehlt Reardon, den Agenten umzubringen. Als Nancy durch Mamie der Mordplan zu Ohren kommt, versteckt sie sich in Owens’ Flugzeug und fliegt dann mit Owens, Reardon und dessen Männern in das Versteck der Schmuggler, wo Owens vorerst als Gefangener festgehalten werden soll.
Besorgt über Nancys plötzliches Verschwinden, alarmiert ihr Chef die Grenzpatrouille. Diese schickt umgehend ein Rettungsteam los, nachdem sie Owens entwickelte Fotos erhalten hat, die den wahrscheinlichen Aufenthaltsort der Bande enthüllen. Unterdessen gelingt es Nancy, Owens zu befreien. Gemeinsam versuchen sie, mit seinem Flieger zu entkommen. Doch Reardon setzt zur Verfolgung an. Als die fliegenden Retter eintreffen, kommt es zu einer gefährlichen Luftschlacht, bei der Reardon letztlich das Nachsehen hat und schwer getroffen abstürzt. Anschließend verlieren auch die restlichen Bandenmitglieder im Kampf ihr Leben, als sie versuchen, mit einem Wagen zu fliehen. Nach der Zerschlagung des Schmugglerrings wollen Owens und Nancy heiraten.

## Hintergrund
Criminals of the Air war der erste Film der jungen Rita Hayworth unter ihrem ersten Sieben-Jahres-Vertrag mit Columbia Pictures, dem Studio, bei dem sie für die folgenden 20 Jahre sehr erfolgreich unter Vertrag stand. Sie tritt hier als mexikanische Tänzerin zu dem Lied Rumbarita auf, das von Ben Oakland komponiert wurde. Bei der Vorschau des Films wurde sie noch unter ihrem eigentlich spanischen Familiennamen als „Rita Cansino“ im Abspann erwähnt. Ab der offiziellen Veröffentlichung des Films hieß sie fortan „Rita Hayworth“ nach dem Geburtsnamen ihrer Mutter Volga.

## Kritiken
Für einen B-Film mit kleinem Budget fielen die Kritiken ausgesprochen positiv aus. „Die Darsteller spielen ihre Rollen mit aufrichtigem Wohlbehagen“, schrieb Bosley Crowther seinerzeit in der New York Times. Der Motion Picture Herald fand, dass Criminals of the Air im Verlauf der Handlung immer besser werde und „einen spannenden Höhepunkt“ erreiche. Die Produktion verspreche „viel Reiz sowohl für diejenigen, die packende Action und Krimis mögen, als auch für jene, die Interesse an einer erfrischenden Liebesgeschichte haben“.
Für das Branchenblatt Boxoffice war Criminals of the Air ein Film, „der sich in jeder Hinsicht behaupten sollte“. Er erzähle „eine einfache Geschichte über die mexikanische Grenzpatrouille“ und könne „mit einigen guten darstellerischen Leistungen und ausreichend Action“ aufwarten, „um den anspruchsvollsten Zuschauer zufrieden zu stellen“. Weekly Variety erwähnte Rita Hayworth als „charmante und sinnliche Brünette“, die hinter der Grenze tanze und Charles Quigley schöne Augen mache. Sie vollführe „eine spanische Tanznummer, die sie sehr vorteilhaft zeigt, obwohl es nichts Spektakuläres ist“, und bekomme dabei „ausreichend Aufmerksamkeit der Kamera“. Dabei zeige sich, dass sie „Potential für ordentliche Sprechrollen“ haben könnte.